# دهستان دشتویل
دهستان دشتویل نام دهستانی در بخش رحمت‌آباد و بلوکات شهرستان رودبار، استان گیلان در ایران است. براساس سرشماری مرکز آمار ایران در سال ۱۳۸۵، جمعیت آن ۵۴۱۶ نفر (۱۴۲۲ خانوار) بوده‌است.